# Supercoupe d'Espagne de futsal
La Supercoupe d'Espagne de futsal est une compétition opposant le vainqueur du Championnat d'Espagne au vainqueur de la Coupe d'Espagne.
Fondée en 1990, cette compétition se déroule en matchs aller-retour depuis l'édition 2013.
Le tenant du titre est le Jimbee Cartagena.

## Palmarès
| Édition | Année | Champion                 | Vice-champion             | Résultat       |
| I       | 1990  | Interviu Lloyd's         |                           |                |
| II      | 1991  | Interviu Lloyd's         | Caja Toledo               | 5–3/4–3        |
| III     | 1992  | Marsanz Torrejón         | Caja Toledo               | 4–1/9–6        |
| IV      | 1993  | Macoi Zaragoza           | Marsanz Torrejón          | 6–3/5–5        |
| V       | 1994  | Marsanz Torrejón         | Maspalomas Sol Europa     | 6–3/9–8        |
| VI      | 1995  | ElPozo Murcia            | Pinturas Lepanto Zaragoza | 7–3/4–1        |
| VII     | 1996  | Interviú Boomerang       |                           |                |
| VIII    | 1997  | CLM Talavera             | Maspalomas Sol Europa     | 4–3            |
| IX      | 1998  | Caja Segovia             | ElPozo Murcia             | 4–3            |
| X       | 1999  | Caja Segovia             |                           |                |
| XI      | 2000  | Caja Segovia             | Playas de Castellón       | 6–5            |
| XII     | 2001  | Antena3 Boomerang        | Playas de Castellón       | 4–3            |
| XIII    | 2002  | Boomerang Interviú       | Vijusa Valencia           | 5–1            |
| XIV     | 2003  | Boomerang Interviú       | ElPozo Murcia Turística   | 8–4            |
| XV      | 2004  | Playas de Castellón      | Boomerang Interviú        | 2–1            |
| XVI     | 2005  | Boomerang Interviú       | Azkar Lugo                | 3–0            |
| XVII    | 2006  | ElPozo Murcia Turística  | Lobelle Santiago          | 3–2            |
| XVIII   | 2007  | Interviú Fadesa          | ElPozo Murcia Turística   | 6–4            |
| XIX     | 2008  | Inter Movistar           | Caja Segovia              | 4–3            |
| XX      | 2009  | ElPozo Murcia Turística  | Xacobeo Lobelle Santiago  | 3–2            |
| XXI     | 2010  | Xacobeo Lobelle Santiago | Inter Movistar            | 3–2            |
| XXII    | 2011  | Inter Movistar           | FC Barcelone              | 4–3            |
| XXIII   | 2012  | ElPozo Murcia            | Inter Movistar            | 2–2 (5-4 pen.) |
| XXIV    | 2013  | FC Barcelone             | ElPozo Murcia             | 1–0/5–5        |
| XXV     | 2014  | ElPozo Murcia            | Inter Movistar            | 3–3/5–3        |
| XXVI    | 2015  | Movistar Inter           | Jaén Paraíso Interior     | 6–2            |
| XXVII   | 2016  | ElPozo Murcia            | Movistar Inter            | 3–1            |
| XXVIII  | 2017  | Movistar Inter           | ElPozo Murcia             | 5–2/5–2        |
| XXIX    | 2018  | Movistar Inter           | Jaén Paraíso Interior     | 2–2 (4-3)      |
| XXX     | 2019  | FC Barcelona             | ElPozo Murcia             | 4-3            |
| XXXI    | 2020  | Movistar Inter           | Fc Barcelona              | 6-4            |
| XXXII   | 2022  | FC Barcelona             | Palma Futsal              | 2-2 (3-2)      |
| XXXIII  | 2023  | FC Barcelona             | Movistar Inter            | 5-3            |
| XXXIV   | 2024  | Jimbee Cartagena         | FC Barcelona              | 2-1            |